# Joël Donald
Joël Donald (Amsterdam, 13 mei 1996) is een voormalig Nederlands profvoetballer, die anno 2021 als aanvaller bij OFC speelt. Joël is de jongere broer van Mitchell Donald.

## Carrière
Joël Donald speelde in de jeugd van AZ, en in het seizoen 2016/17 speelde hij twee wedstrijden in de Tweede divisie met Jong AZ. Eind augustus vertrok hij naar Telstar, en maakte zijn debuut in de eerste divisie op 9 september 2016. Dit gebeurde in de met 2-1 gewonnen thuiswedstrijd tegen De Graafschap, waarin hij na de rust in het veld kwam voor Guyon Phillips. Hij scoorde zijn enige doelpunt voor Telstar op 18 november 2016, in de met 3-6 verloren thuiswedstrijd tegen Almere City FC. Na één seizoen bij Telstar vertrok hij naar FC Groningen, waar hij één seizoen met Jong Groningen in de Derde divisie zaterdag speelde, waarna hij in 2018 naar SVV Scheveningen vertrok. Hierna speelde hij bij Koninklijke HFC en OFC. Vanaf de zomer van 2023 speelt hij voor HBOK.

### Statistieken
| Seizoen        | Club           | Land           | Competitie     | Competitie | Competitie | Beker | Beker | Totaal | Totaal |
| Seizoen        | Club           | Land           | Competitie     | Wed.       | Dlp.       | Wed.  | Dlp.  | Wed.   | Dlp.   |
| -------------- | -------------- | -------------- | -------------- | ---------- | ---------- | ----- | ----- | ------ | ------ |
| 2016/17        | Telstar        | Nederland      | Eerste divisie | 19         | 1          | 1     | 0     | 20     | 1      |
| Carrièretotaal | Carrièretotaal | Carrièretotaal | Carrièretotaal | 19         | 1          | 1     | 0     | 20     | 1      |